# Руссло, Жан Пьер
Жан-Пьер Руссло (фр. Jean-Pierre Rousselot; 14 октября 1846 года, Сен-Клод (Юра) — 16 декабря 1924 года, Париж) — французский священник и языковед. Считается одним из отцов-основателей экспериментальной фонетики и лингвистической географии.

## Биография
Родился 14 октября 1846 года в Сен-Клоде в Бургундии.
После школы Жан Руссло поступил в семинарию в Ришемоне и был рукоположён в священники в 1870 году. Будучи кюре Жаврезака, он в то же время занимался филологией и выучил испанский, английский и немецкий языки. В 1873—1879 годы преподавал латынь, греческий язык и литературу в Малой семинарии в Ришемоне.
В 1879 году Руссло начал исследовать разговорный язык, первоначально для получения докторской степени. Кроме того, его родители говорили на различных диалектах французского языка, что, возможно, также оказало влияние на молодого исследователя.
Руссло бросил работу и отправился в путешествие по Франции, чтобы продолжить учёбу. Среди прочего, он слушал лекции Анри Беккереля по электричеству и телеграфии и Рудольфа Кёнига по акустике.
В 1886 году он создал свой первый инструмент для «электрического ввода слова». Здесь его в первую очередь интересовали варианты произношения на разных диалектах. В 1889 году он перешёл в недавно основанный Парижский католический институт, где основал первую в мире лабораторию фонетики.
Лишь в 1891 году он получил докторскую степень по французской литературе, защитив диссертацию о фонетических изменениях языка под влиянием диалектов. Его изучение диалектов принесло ему несколько должностей преподавателя в Германии. Среди прочего его пригласили в Грайфсвальд, Берлин (к неофилологам), Марбург и Кёнигсберг.
Издавал журналы «Revue des patois galloromans» («Обзор галлороманских диалектов», совместно с Ж. Жильероном, 1887), а также «Bulletin de la Societe des parlers de France» («Бюллетень франкоязычного общества») с 1893 года.
В 1895 году Руссло стал главой диалектологического Парижского лингвистического общества. В Коллеж де Франс им была создана лаборатория фонетических экспериментов. В это время он также занимался проблемой потери слуха. В 1911 году вместе со своим учеником Юбером Перно начал издавать журнал «Ревю де фонетик», который просуществовал до 1914 года.
Во время Первой мировой войны занимался определением места расположения вражеских пушек и немецких подводных лодок. За это был удостоен звания Рыцаря Почётного Легиона.
После войны Руссло стал лектором в Институте экспериментальной фонетики Коллеж де Франс. В 1923 году он стал профессором в Католическом институте. Как исследователь, изобрёл ряд фонетических приборов, разрабатывал методы развития речи у глухонемых и устранения речевых дефектов.
Жан-Пьер Руссло умер в 16 декабря 1924 года в Париже и похоронен на кладбище Пер-Лашез.

## Произведения
- Les modifications phonétiques du langage étudiées dans le patois d’une famille de Cellefrouin (Charente), 1891, Paris, Welter, 372 p., gr. in-8°. Thèse principale, pour le doctorat ès lettres. Tirage à part de la Revue des patois gallo-romans, 1891.
- Principes de phonétique expérimentale, tome I, 1897—1901. Paris-Leipzig, Welter, Paris, in-8°. http://vincent.smithware.ca/media/rous_t1.pdf (недоступная+ссылка)
- Principes de phonétique expérimentale, tome II, Paris-Leipzig, Welter, 1901—1908, Paris à 1252, in-8°. http://vincent.smithware.ca/media/rous_t2.pdf (недоступная+ссылка)
- Précis de prononciation française par l’abbé Rousselot et Fauste Laclotte, 1902, Paris-Leipzig, Welter, 255 p. in-8°. Deuxième édition, 1913, Paris-Leipzig, Welter, puis Didier.
- Phonétique expérimentale et surdité, La Parole (1903), Paris.
- La Phonétique expérimentale, Leçon d’ouverture du Cours professé au Collège de France, 03.12.1922. Paris, Bovin, 24 p. in-8°.